# St. Martin (Lüderode)

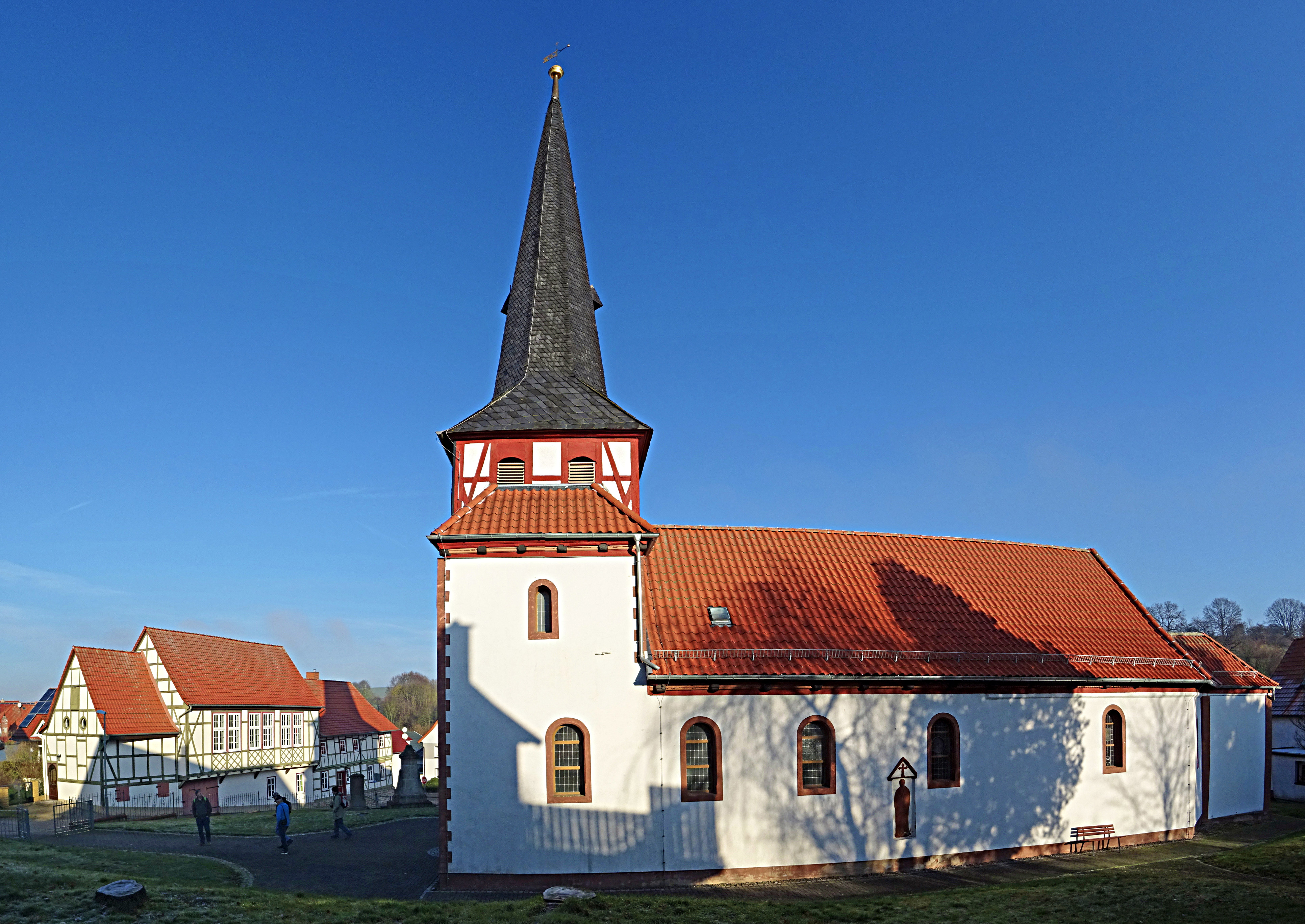
St. Martin

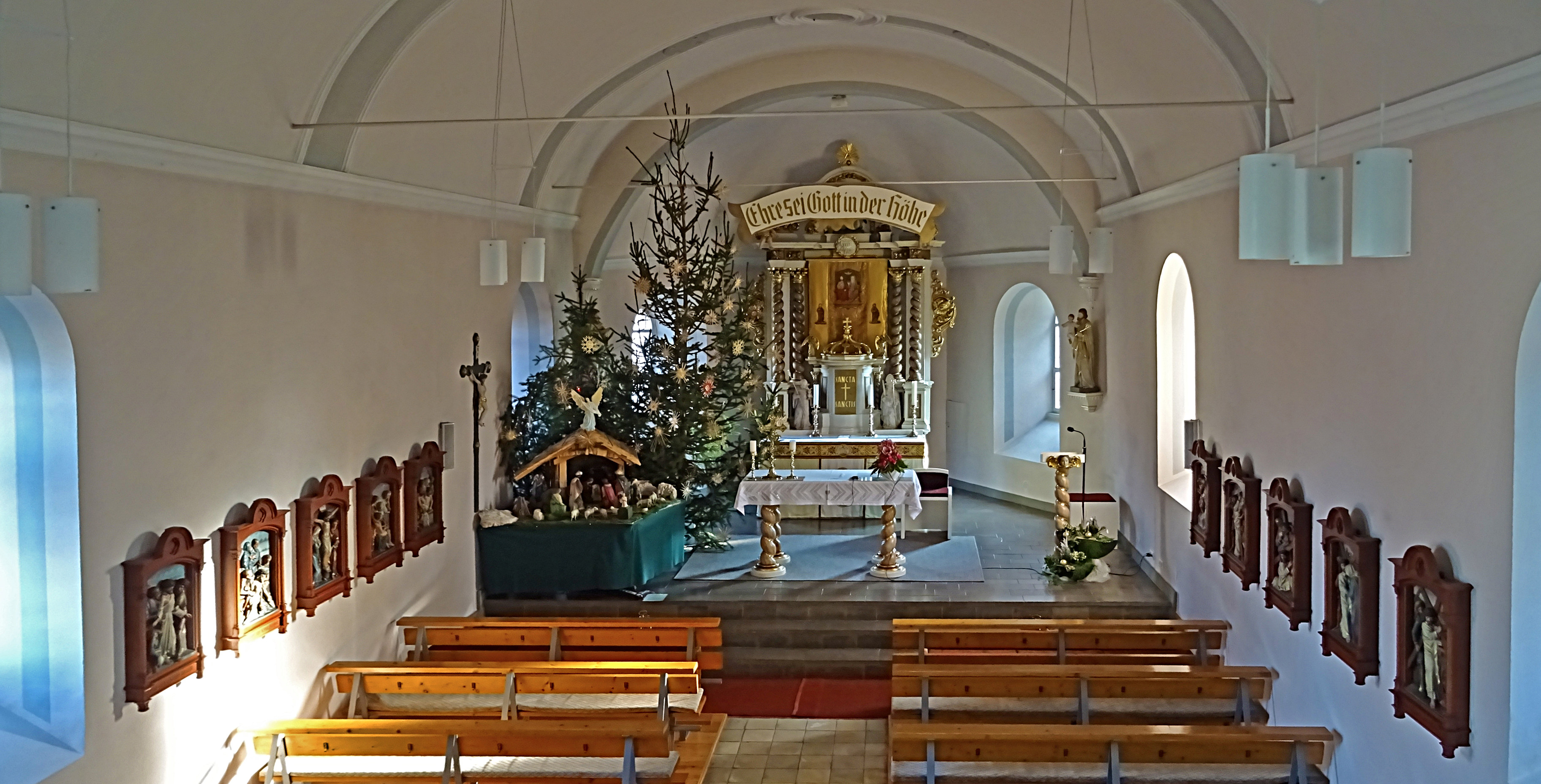
Innenansicht

Die römisch-katholische, denkmalgeschützte Filialkirche St. Martin steht in Lüderode, einem Ortsteil der Gemeinde Sonnenstein im thüringischen Landkreis Eichsfeld. Sie ist Filialkirche der Pfarrei St. Michael Weißenborn-Lüderode im Dekanat Leinefelde-Worbis des Bistums Erfurt. Sie trägt das Patrozinium des heiligen Martin von Tours.

## Geschichte
1577 wurde der Chor und das Ostjoch des Schiffes errichtet. Der Turm und der restliche Teil des Schiffes wurde 1693 errichtet. Der Altar wurde 1898 durch Weihbischof Augustinus Gockel geweiht, nachdem vermutlich die Sakristei an die Kirche angebaut worden war. Im 19. Jahrhundert war Lüderode eine Filiale der Pfarrei St. Johannes der Täufer Jützenbach.

## Architektur
Die Kirche ist ein Saalbau mit vier Achsen. Ein Chor mit polygonalem Abschluss und ein Anbau für die Sakristei schließen sich im Osten an. Der breite Kirchturm im Westen hat einen achteckigen spitzen Helm über einen vierseitigen Geschoss aus Fachwerk, in dem sich die Glockenstube mit drei Kirchenglocken befindet.
Der Innenraum ist über einem Gesims mit einem verputzten Tonnengewölbe überspannt, das durch Gurtbogen gegliedert ist. Der Chorbogen steht auf Konsolen. An der äußeren Südseite ist ein Grabstein mit einer weiblichen Figur eingemauert, darüber befindet sich eine Christusdarstellung.

## Ausstattung
Der Hochaltar ist von 1703, das Altarblatt stammt allerdings aus dem Anfang des 20. Jahrhunderts, mit der Darstellung der Erscheinung des Herz Jesu der Hl. Margareta Maria Alacoque von 1932. Auf der Rückseite ist der Hl. Martin von Tours dargestellt. Vom barocken Nebenaltar ist ein geschnitztes Marienbildnis, von der Kanzel eine Statuette des Moses erhalten. Eine Prozessionsmadonna stammt ebenfalls aus dem 18. Jahrhundert, ebenso der Beichtstuhl.

## Orgel

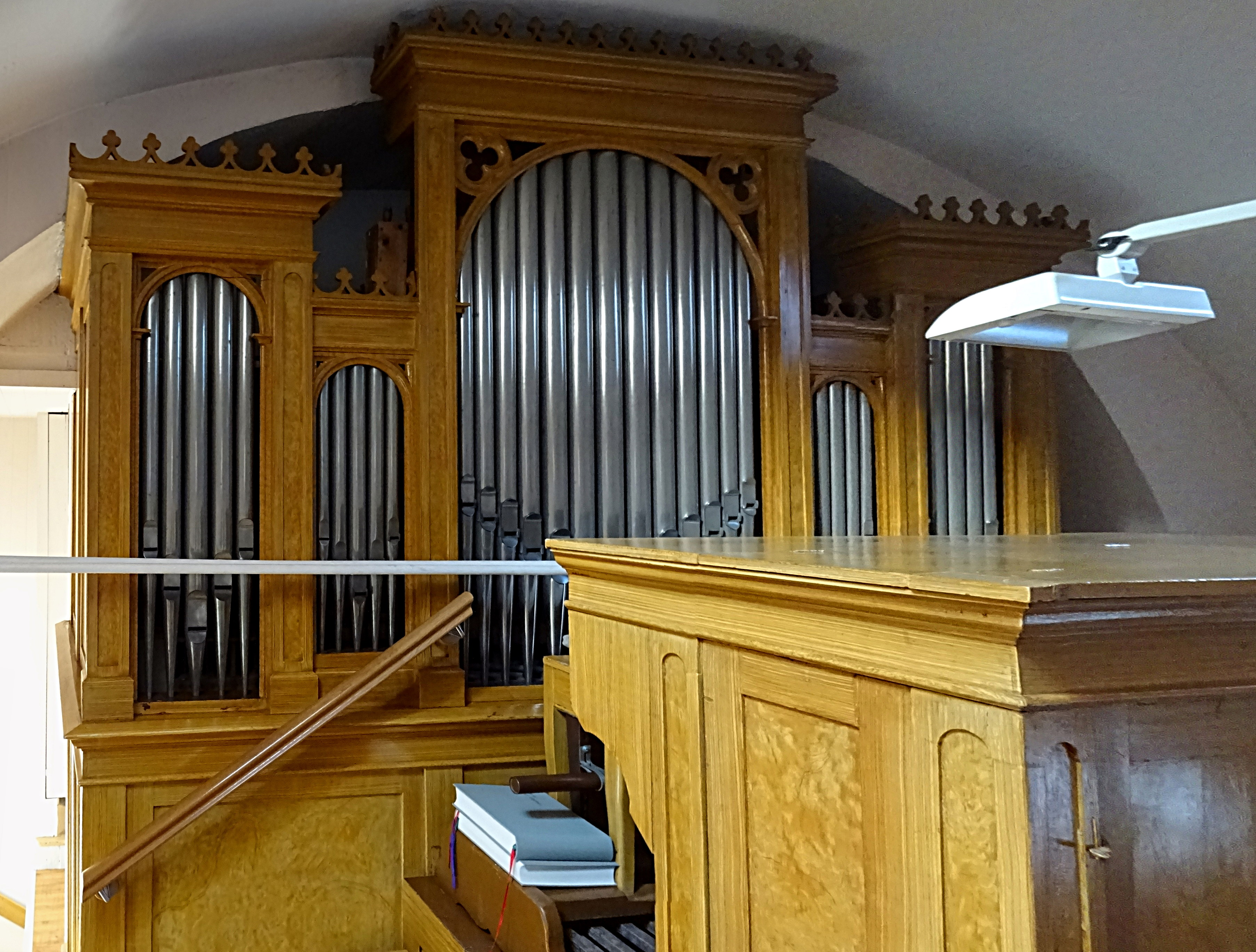
Krell-Orgel

Die Orgel mit 12 Registern, verteilt auf 2 Manuale und Pedal, wurde 1889 von Louis Krell gebaut.

## Glocken
| Nr. | Gussjahr | Gießer                          |
| --- | -------- | ------------------------------- |
| 1   | 1637     | Caspar Bewer, Sondershausen     |
| 2   | 1674     | Hans Heinrich Rausch, Erfurt    |
| 3   | 1818     | Ernst Chistoph Koch, Mühlhausen |